# Abbaye de Deer
L’abbaye de Deer est une ancienne abbaye cistercienne située à proximité du village d'Old Deer, dans le comté d'Aberdeen, en Écosse. Fondée en 1219, elle connaît une histoire relativement tranquille jusqu'à sa dissolution en 1560. Elle est cependant connue pour avoir été le lieu de conservation du Livre de Deer, le plus ancien manuscrit écossais connu.

## Localisation
L'abbaye est localisée à environ un kilomètre au nord-ouest du village d'Old Deer, dans la vallée de la South Ugie Water (en) et sur la route A950.

## Histoire

### Fondation
L'abbaye est fondée en 1219 à l'initiative de William Comyn, comte de Buchan, qui y fait venir les cisterciens de l'abbaye de Kinloss. Toutefois elle n'est pas créée ex nihilo ; une fraternité de chanoines séculiers préexistait à cet endroit, dans un monastère de règle inconnue, probablement fondé vers 580 par saint Drostan. À sa mort en 1233, William Comyn est enterré dans l'abbaye qu'il a fondée.

### Moyen Âge

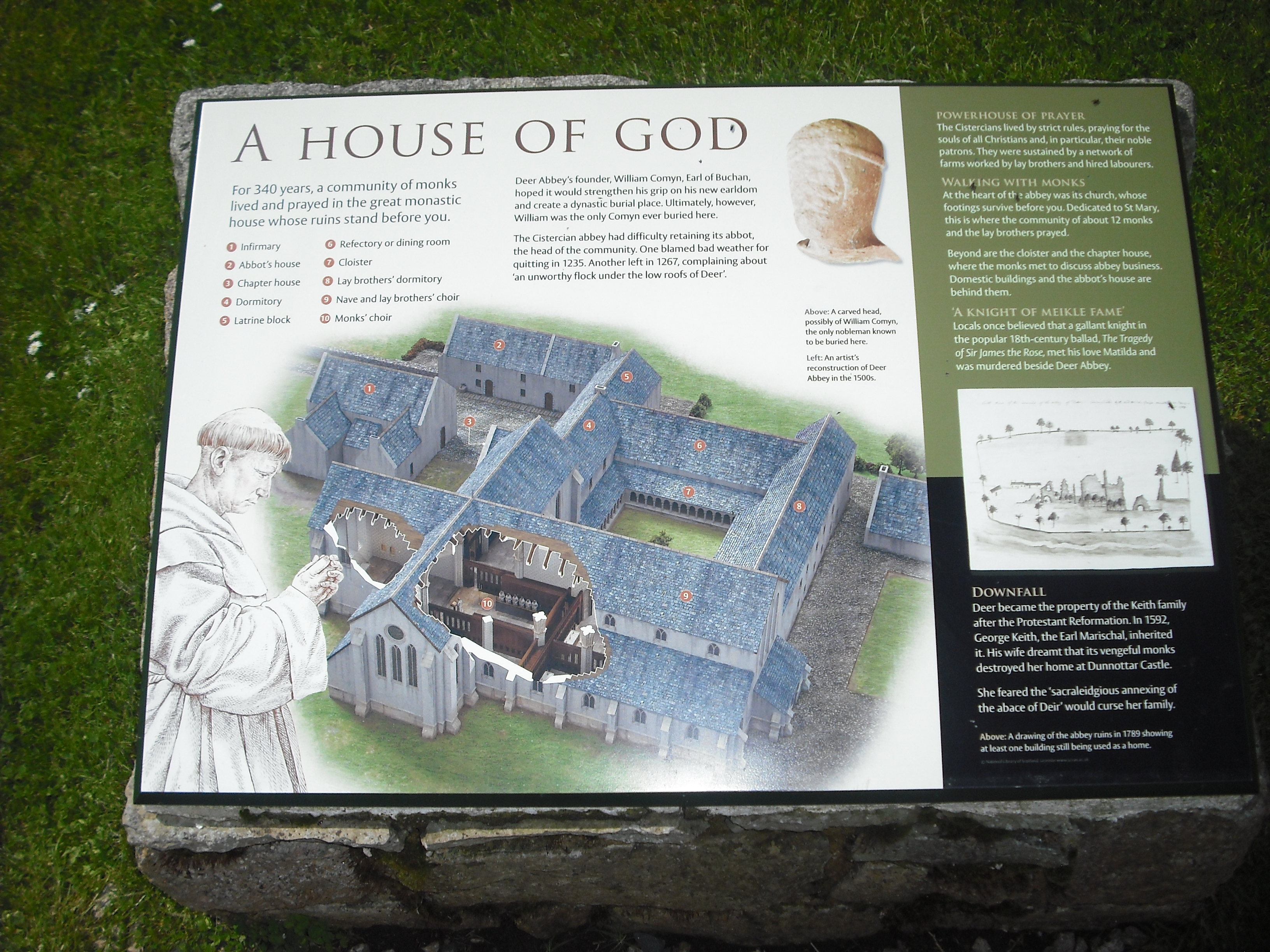
Reconstitution de l'abbaye médiévale sur un panneau touristique du site.

La communauté reste très modeste et ne dépasse probablement jamais le nombre de quinze moines.

### Le livre de Deer

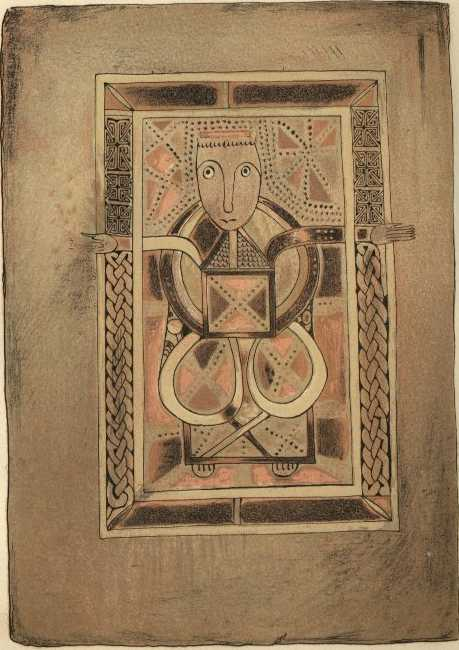
Page 29 du manuscrit.

Le livre de Deer aurait été écrit vers l'an 900. Sa création n'a pas été le fait de la précédente communauté monastique, le manuscrit ayant été écrit en un autre endroit. En revanche, des ajouts ultérieurs, datés de vers 1100, sont également recensés ; à cette époque, le document était en la possession du monastère. C'est le plus ancien manuscrit connu d'Écosse. Écrit en gaélique, il est enluminé et est probablement conservé dans la bibliothèque abbatiale durant toute la période cistercienne,.

### Dissolution puis destruction du monastère
L'abbaye est dissoute en 1560. Vingt-sept ans plus tard, le site devient la propriété de George Keith (en). Les bâtiments de moines et des convers, respectivement situés sur les côtés sud et ouest du cloître, sont transformés en logis familial vers 1700. George Ferguson (en), qui en hérite, détruit la plus grande partie des bâtiments en 1854 pour les remplacer par un mausolée à sa gloire. Ce mausolée est lui-même démoli en 1926 par le diocèse d'Aberdeen qui vient d'acquérir les terres}.

## Architecture
L'église abbatiale était en forme de croix latine, de 157 pieds (48 mètres) de longueur.